# Antidesma pachystachys
Antidesma pachystachys är en emblikaväxtart som beskrevs av Joseph Dalton Hooker. Antidesma pachystachys ingår i släktet Antidesma och familjen emblikaväxter. Inga underarter finns listade i Catalogue of Life.